# مدرسه خرگرد
مدرسه غیاثیهٔ خرگرد که در شهرستان خواف قرار دارد مربوط به دورهٔ تیموریان است و به عنوان یکی از قدیمی‌ترین مدارس ایران شناخته می‌شود. این بنا به دستور خواجه غیاث الدین پیر احمد خوافی و به دست دو معمار برجسته، خواجه قوام الدین و غیاث الدین شیرازی، ساخته شده است. این مدرسه بنایی چهارضلعی است که دو طبقه دارد و با کاشی‌های معرق در داخل حیاط تزیین شده است.

## پیشینهٔ تاریخی
قرن پانزدهم، همزمان با دوران امپراتوری تیموری در ماوراءالنهر، یادآور دوره‌ای طلایی در هنر، به‌ویژه معماری است. در این دوران، معماری مدارس بیش از هر چیز دیگری هنر این زمان را نمایان می‌کند.مدرسه تاریخی غیاثیه در روستای خرگرد، واقع در ۴ کیلومتری شهرستان خواف، یکی از شاهکارهای معماری عصر تیموری است که از کهن‌ترین مدارس ایران به‌شمار می‌آید. این بنا به دستور خواجه غیاث الدین پیر احمد خوافی، وزیر شاهرخ و با تلاش دو تن از برجسته‌ترین معماران آن عصر، خواجه قوام الدین و غیاث الدین شیرازی، ساخته شده است. نام خرگرد از دو کلمه خر به معنی بزرگ و گرد به معنی شهر و آبادی تشکیل شده است.

## بانی مدرسه
خواجه غیاث الدین پیر احمد خوافی یکی از وزرای مهم و تأثیرگذار دربار شاهرخ تیموری بود. او به مدت بیش از سی سال در این سمت خدمت کرد و دورهٔ طولانی وزرات او در تاریخ تیموریان بسیار مهم است. وی اداره دیوان مرکزی را بر عهده داشت و در راس اداره امور مالی بود. او به دلیل خیرخواهی، تدبیر و ساخت بناهای متعدد، از جمله مدرسه غیاثیه خرگرد، شهرت یافت.

## معمار مدرسه
قوام‌الدین شیرازی، یکی از برجسته‌ترین معماران و هنرمندان ایرانی در عصر تیموری بود. دولتشاه می‌گوید: از جمله چهار هنرمند بی نظیر دربار شاهرخ، استاد قوام الدین بود که سرآمد همگان بود.او نه تنها در معماری، بلکه در علومی چون نجوم، ریاضیات و هندسه نیز تبحر داشت. آثار او تلفیقی از هنر و علم بوده و در احیای هنر و معماری ایران پس از حمله مغولان نقش مهمی ایفا کرده‌اند. آثار او به دلیل زیبایی و پیچیدگی فنی، با آثار هنرمندان بزرگ رنسانس مقایسه می‌شود و او را به عنوان یکی از نمادهای هنر و معماری ایرانی‌اسلامی معرفی می‌کند.

## معماری در عصر تیموری
در زمان شاهرخ تیموری به هنر توجه بسیاری نشان داده می‌شد؛ برای مثال در زمان او در شهرهای مختلف بناهای متعددی ساخته شد که در این بناهای دوره تیموری، کاشی‌کاری یکی از مهم‌ترین هنرهای تزئینی بوده است. علاوه بر کاشی‌کاری، هنرهای دیگری مثل گچ‌بری، مشبک‌های چوبی و ویترای با شیشه‌های رنگی هم در این ساختمان‌ها به کار می‌رفته است. به گفته هیلن براند، معماران تیموری خیلی خوب می‌دانستند که چطور از این هنرها برای زیباتر کردن ساختمان‌ها استفاده کنند و هویت خاص خودشان را در این ساختمان‌ها نشان دهند. در معماری دوره تیموری، مدارس از نظر ارزش هنری در بالاترین جایگاه قرار دارند و مهم ترین کمک آن ها به دنیای معماری در زمینه تزیینات ساختمان ها بود؛ اگرچه از نظر زمانی عناصر تزیینی معماری اسلامی به سنت های پیش از تیموری تعلق داشت اما هیچگاه به اندازه این دوران به اهمیت و برجستگی نرسیده بود.

## ساختمان
اوج نوع جدید طاق های قوسی معماری اوایل دوره تیموری را میتوان در این مدرسه مشاهده کرد. تمام مدارس این دوره شامل حیاط های چهار ایوانه می‌باشد. این مدرسه بنایی چهارضلعی است که چهار ایوان بزرگ به ارتفاع ۱۱ متر و پهنای ۴٫۵ متر در آن ساخته شده. این بنا دو طبقه دارد و در مجموع شامل ۳۲ حجره است. ورودی اصلی در ضلع شمالی قرار گرفته و با کاشی‌کاری معرق و نقوش گل و بوته تزئین شده بود که متأسفانه بخش زیادی از آن‌ها در گذر زمان از بین رفته است.

### بادگیر
بادگیر یکی از سازه‌های مؤثر در تهویه طبیعی است که نقش مهمی در معماری مدرسه غیاثیه خرگرد دارد و نشان‌دهنده تأثیر اقلیم بر این بناست. اوکین معتقد است این مدرسه تنها نمونه باقی‌مانده از معماری قرن هشتم هجری در خراسان است که بادگیر را در ساختار خود دارد. این سازه که از دیرباز در معماری سنتی مناطق گرم و خشک و همچنین گرم و مرطوب ایران وجود داشته، با طراحی ساده اما کاربردی خود شناخته می‌شود. شکل و نوع بادگیرها بسته به شرایط اقلیمی هر منطقه، به‌ویژه جهت وزش باد، متفاوت است و همین عامل تنوع آن را رقم می‌زند.

### آجرکاری
تزیینات آجری متنوع و ظریف مدرسه غیاثیه در تمامی بخش‌های بنا، از جمله نماهای بیرونی، زیر ایوان‌ها و پیشانی ورودی حجره‌ها به چشم می‌خورد. در برخی قسمت‌ها، آجرهای لعاب‌دار رنگین برای تأکید بر جلوه‌های بصری به کار رفته‌اند. پوشش برج‌ها نیز با همین تزیینات آراسته شده و زمینه‌ای برای درخشش معرق‌کاری‌ها فراهم کرده است. آجرهای لعاب‌دار از نظر ابعاد با آجرهای ساده بنا یکسان هستند و متناسب با محل مورد استفاده قرار گرفته‌اند.

### کاشی‌کاری
کاشی های به کار رفته در این مدرسه چه از نظر تکنیک اجرا و تزیینات و چه از لحاظ ترکیب رنگ و طرح، شباهت زیادی به مسجد گوهرشاد دارند. این شباهت تا حدی است که میتوان آن‌ها را نمونه‌هایی هم‌ریشه دانست، گویی این دو بنا در امتداد یک سبک هنری شکل گرفته‌اند. در مدرسه از کاشی‌های معرق در داخل حیاط برای نماها و ایوان‌ها به کار رفته است. بسیاری از محققان این مدرسه را به همین دلیل از جمله شاهکارهای قرن نهم هجری به‌شمار می‌آورند.
ورودی بنا همراه با نقوش هندسی و کتیبه‌ای به خط ثلث سفید بر زمینه لاجوردی و فیروزه‌ای تزیین شده است. در دیوارهای بیرونی و داخلی، تلفیقی از آجر و کاشی‌های هفت‌رنگ با نقش‌های هندسی و اسلیمی به کار رفته که رنگ‌های سفید، سیاه، سبز، نارنجی، قهوه‌ای، لاجوردی و فیروزه‌ای را شامل می‌شود.
کاشی‌های معرق و معقلی با نقش اسامی خداوند و محمد در بخش‌های مختلف بنا، از جمله ایوان‌ها و دیوارها، جلوه‌ای چشم‌نواز به معماری مدرسه داده‌اند. کاشی های این مدرسه از نوعی هستند که کاشی سازان سنتی مشهد آن را کاشی جسمی می‌نامند و در دیگر شهرهای ایران چندان متداول نیست.

## جهت بنا
مدرسه غیاثیه خرگرد، بنایی هماهنگ با اقلیم منطقه خواف است. بر اساس نظریه پیرنیا و در نظر گرفتن شرایط آب‌وهوایی، جهت‌گیری بنا به‌گونه‌ای انتخاب شده که تابش آزاردهنده خورشید در تابستان کنترل شود و در عین حال، از گرمای مطلوب آفتاب در فصل زمستان بهره‌برداری شود. همچنین وزش بادها به‌عنوان عاملی مؤثر در طراحی بنا در نظر گرفته شده است. در نتیجه، جهت‌گیری شمال شرقی، جنوب غربی برای این مدرسه، بهترین گزینه بوده است.

## نگارخانه

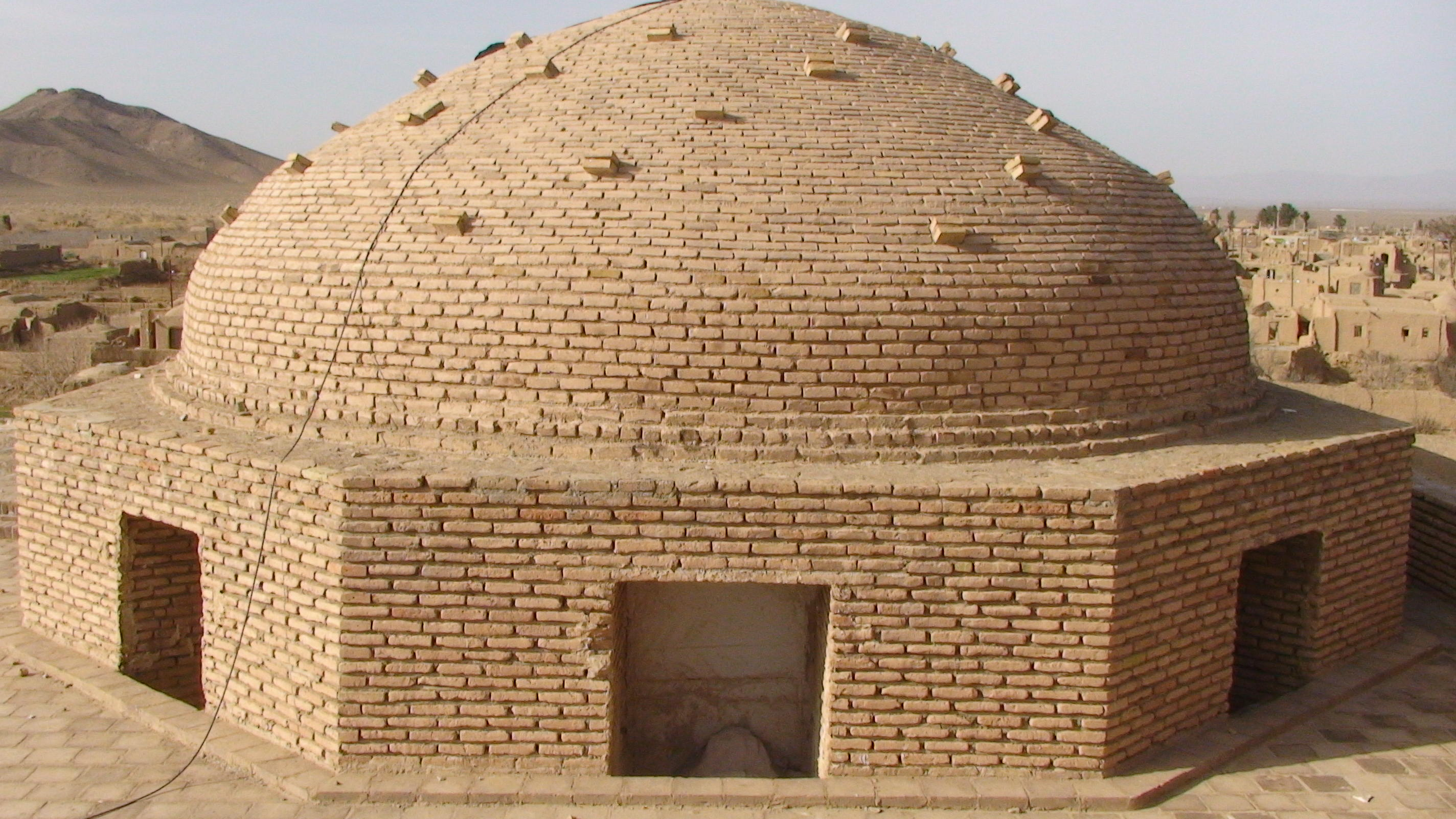
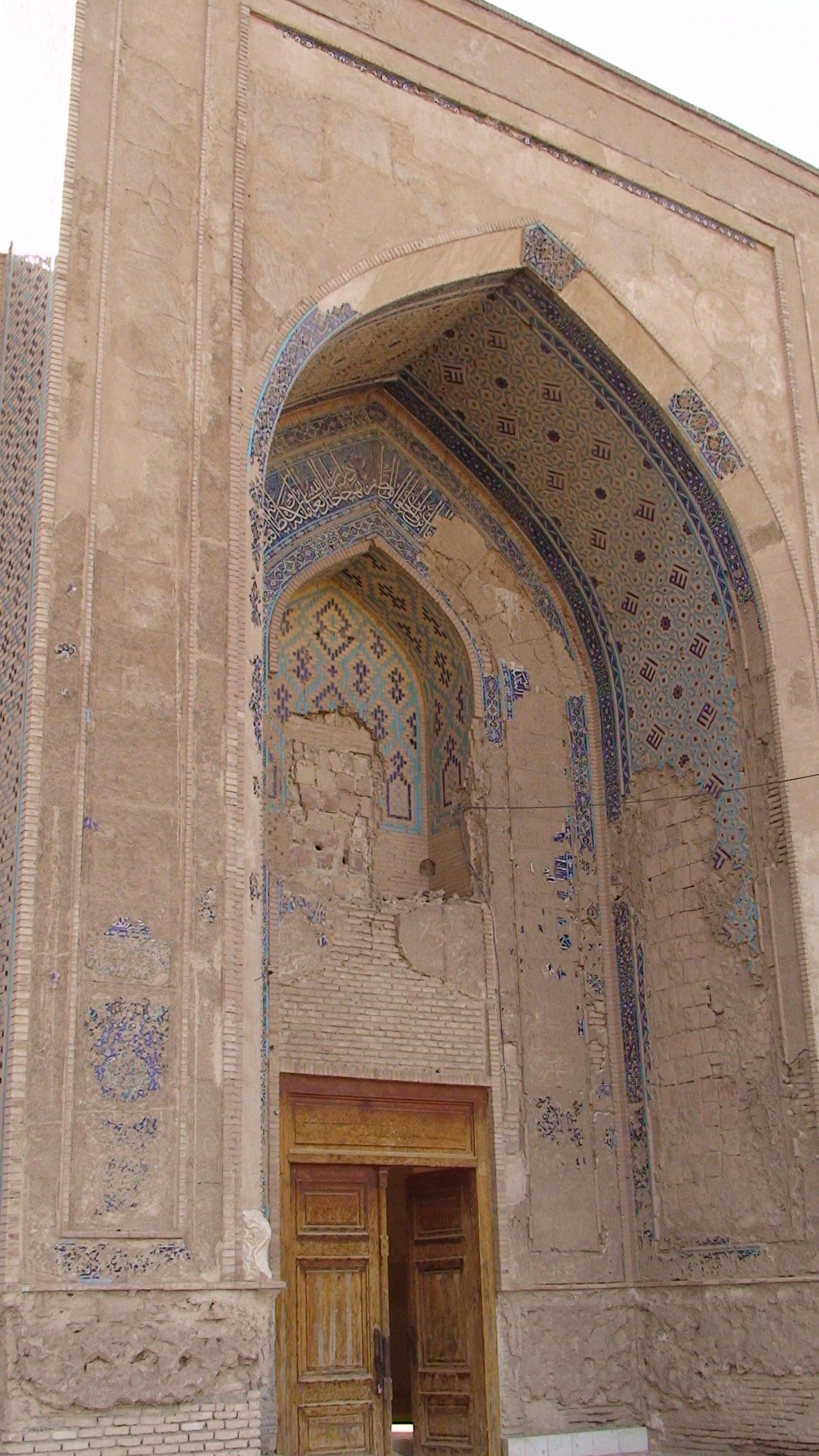
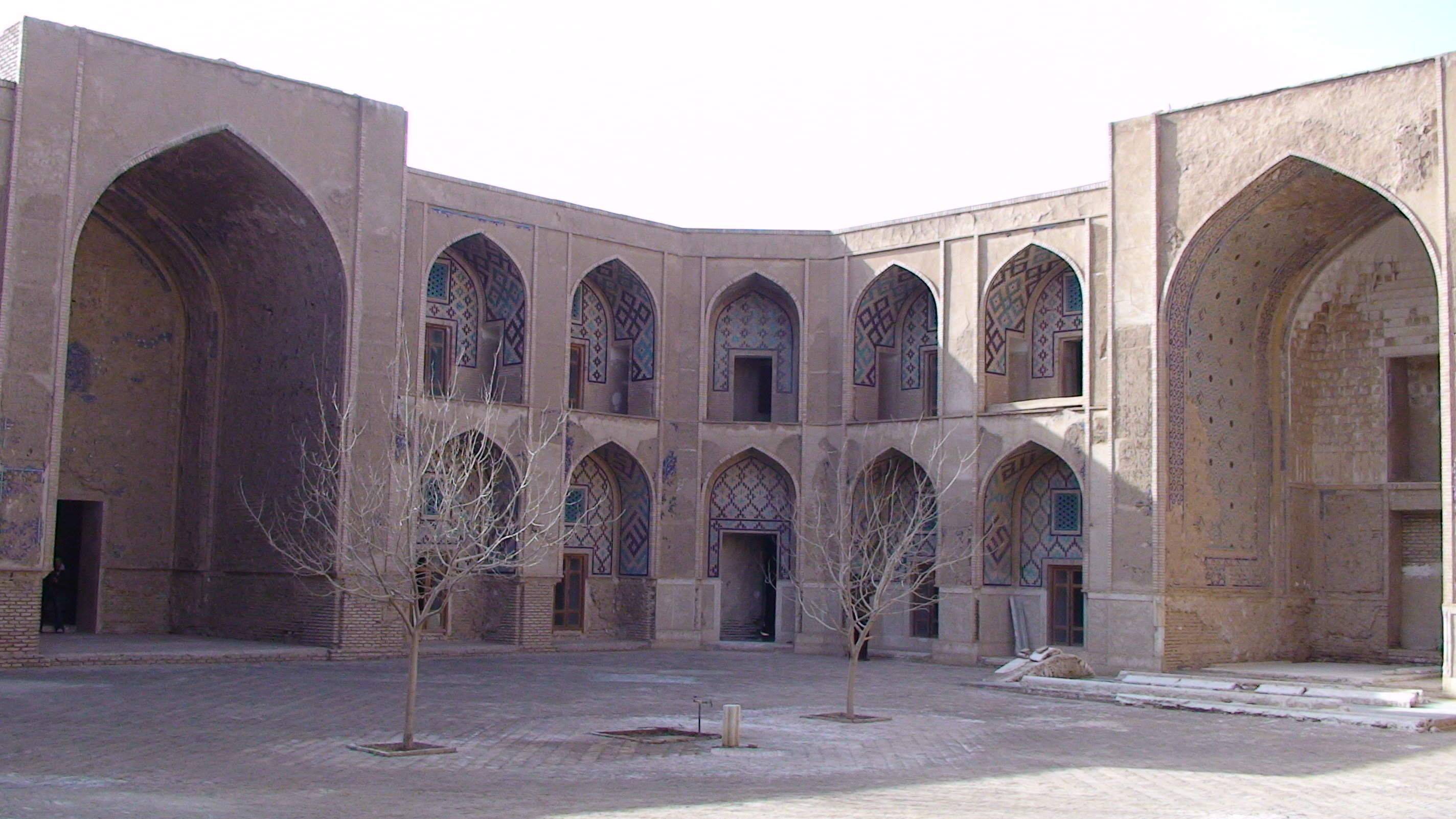
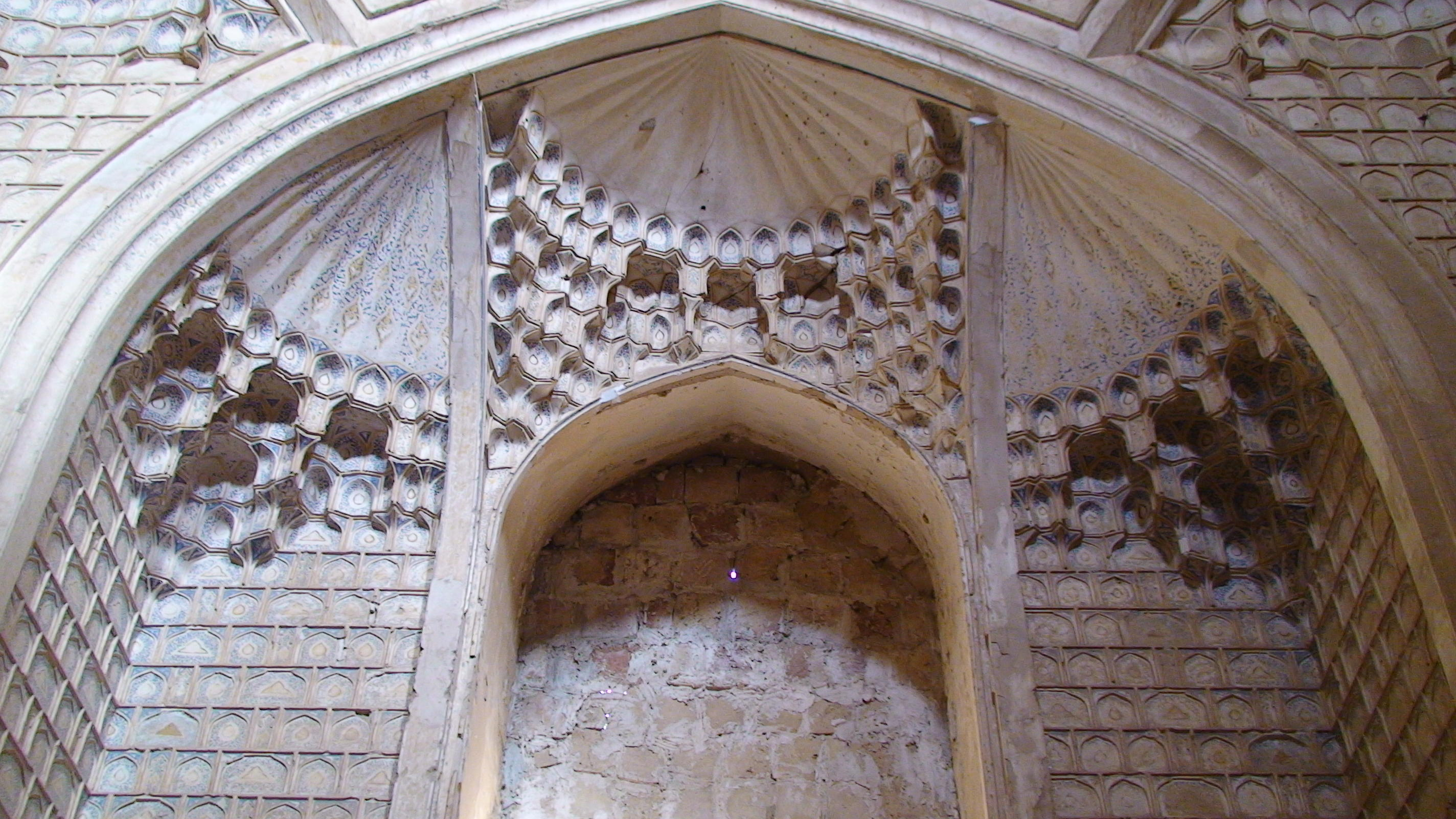
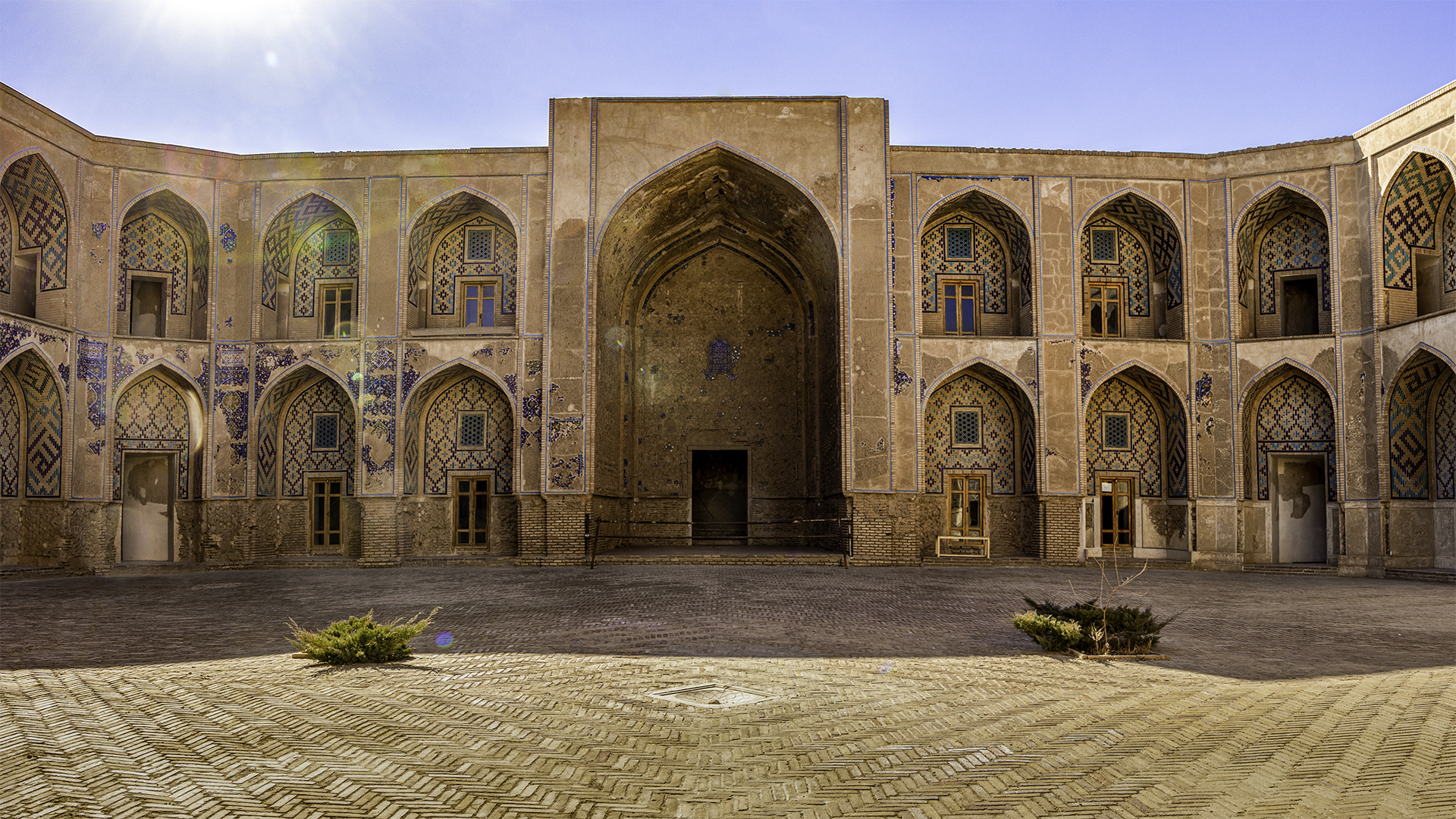